# Joel Villanueva
Emmanuel Joel Villanueva y José (Bocaue, 2 de agosto de 1975) es un político filipino, Actualmente senador de Filipinas. Ocupó su escaño en el Senado después de las elecciones nacionales filipinas de 2016, donde ocupó el segundo lugar más alto en las encuestas con 18.459.222 votos. Fue director general de la TESDA filipina de 2010 a 2015 y congresista de tres mandatos de 2001 a 2010. Villanueva era el miembro más joven de la Cámara de Representantes de Filipinas cuando asumió el cargo en febrero de 2002.